# Lasar Iossifowitsch Lagin
Lasar Iossifowitsch Lagin (russisch Ла́зарь Ио́сифович Лагин, * 21. Novemberjul. / 4. Dezember 1903greg. als Lasar Josefowitsch Ginsburg (russisch Ла́зарь Ио́сифович Гинзбург) in Wizebsk; † 16. Juni 1979 in Moskau) war ein sowjetischer Autor vor allem von Kinderbüchern und Science-Fiction-Literatur.

## Leben
Lagin wurde als erstes von fünf Kindern in eine jüdische Familie geboren. Sein Vater war der aus Newel stammende Joseph Fayvelevich Ginsburg, seine Mutter war Hana-Dvoira Leizerovna.
Er besuchte die Schule in Minsk, wohin die Familie umgezogen war, und schloss diese 1919 ab. 1922 veröffentlichte er erste Gedichte und Artikel in Zeitungen. Das von ihm verwendete Pseudonym „Lagin“ ist ein aus seinem Vor- und seinem Nachnamen gebildetes Akronym: Lasar Ginsburg.
1925–1926 diente Lagin in Simferopol als Soldat in der Roten Armee. 1933 begann er in Moskau als Wirtschaftsjournalist für die Prawda zu arbeiten, ab 1934 war er stellvertretender Chefredakteur der im selben Verlag erscheinenden Zeitschrift Krokodil. 1936 trat er dem Schriftstellerverband der UdSSR bei.
1938 veröffentlichte Lagin in der Zeitschrift Pionier die Erzählung Старик Хоттабыч (Alter Mann Hottab), die 1940 erstmals als Buch erschien. Die Idee von einem aus einer Metallflasche befreiten uralten orientalischen Geist, der – im besten Glauben, seinem Retter durch Erfüllung aller seiner Wünsche Dankbarkeit zu bezeugen – in der Neuzeit Verwirrung stiftet, weist starke Bezüge zum 1900 erschienenen Roman The Brass Bottle des englischen Autors Thomas Anstey Guthrie auf (der unter dem Pseudonym F. Anstey schrieb). 1955 wurde die zweite, umgearbeitete und wesentlich erweiterte Ausgabe des Kinderbuches aufgelegt. Auf ihr basiert auch das von Lagin geschriebene Drehbuch für die 1957 uraufgeführte Verfilmung. Bis heute ist das 1949 erstmals auf Deutsch als Der Zauberer Hottab erschienene Kinderbuch sein bekanntestes Werk, das in zahlreiche weitere Sprachen übersetzt wurde.
Während des Zweiten Weltkrieges schrieb Lagin für die Zeitung Красный черноморец der Schwarzmeerflotte. Für seine Beteiligung in der Schlacht um Odessa und der Schlacht um Sewastopol sowie bei der Verteidigung von Kertsch und Noworossijsk wurde er mehrfach ausgezeichnet. 1947 veröffentlichte Lagin die Erinnerungen aus seiner Zeit in der Schwarzmeerflotte in dem auf Jiddisch geschriebenen Buch Mayne Freint di Schwarzjamishe Krieger: Frontnotitsn (Meine Freunde, die Schwarzmeerkämpfer: Frontnotizen).
In der Nachkriegszeit schrieb Lagin eine Reihe von Science-Fiction-Werken sowie Filmdrehbücher.

## Auszeichnungen
- Medaille „Für die Verteidigung Odessas“ (verliehen 1941)
- Medaille „Für die Verteidigung Sewastopols“ (verliehen 1942)
- Medaille „Sieg über Deutschland“
- Orden des Vaterländischen Krieges 2. Klasse (verliehen am 17. November 1944)
- Orden des Roten Banners der Arbeit (verliehen am 10. Dezember 1973)

## Sonstiges

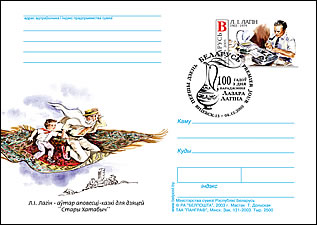
Ganzsache zum 100. Geburtstag Lagins, 2003 von der Belpost herausgegeben

Lagin ist auf dem neuen Teil des Kunzewoer Friedhofs in Moskau begraben.
In Lagins Geburtsstadt Wizebsk erinnert eine lebensgroße Bronzeplastik seines Romanhelden „Hottab“ an den Schriftsteller.
Zum 100. Geburtstag Lagins gab die weißrussische Post 2003 eine farbige Ganzsache mit Ersttagsstempel heraus, auf der sowohl der Schriftsteller an seiner Schreibmaschine als auch eine Illustration aus seinem „Hottab“ zu sehen sind.

## Deutsche Ausgaben
- Der Zauberer Hottab. Eine lustige Geschichte. Aus dem Russischen übersetzt von Alice Wagner. Berlin 1949
  - Zauberer Hottab. Aus dem Russischen von Alice Wagner. Illustrationen von Gisela Neumann. 1. Auflage 1979. Der Kinderbuchverlag Berlin – DDR 1979
- Patent A.V., übersetzt von Ina Tinzmann, Berlin 1947
- Neujahrsschnee. Übersetzt von Heinz Kübart. Verlag Neues Leben, Berlin 1970
  - Neujahrsschnee. Ins Deutsche übertragen von Heinz Kübart. Illustrationen und Einband: Thomas Schallnau. Buchclub 65, Berlin 1971
- Das Elixier des Satans, übersetzt von Ina Tinzmann, Berlin 1954